# رابرت لیوینگستون
رابرت لیوینگستون (انگلیسی: Robert Livingston؛ ‏ ۹ دسامبر ۱۹۰۴ – ۷ مارس ۱۹۸۸) بازیگر اهل ایالات متحده آمریکا بود. وی بین سال‌های ۱۹۲۱ تا ۱۹۷۵ میلادی فعالیت می‌کرد.
از فیلم‌ها یا برنامه‌های تلویزیونی که وی در آن نقش داشته است، می‌توان به محموله ویژه، برزیل و مسیر گرند کنیون اشاره کرد.